# Teatre Arnau
El Teatre Arnau és un edifici situat a l'avinguda del Paral·lel, 60, cantonada amb els carrers Nou de la Rambla i de les Tàpies, al barri del Raval de Barcelona, catalogat com a bé amb elements d'interès (categoria C).

## Història
Va obrir com a pavelló de fusta el 1894 i prengué el nom del seu primer propietari, un cotiller que hi va provar fortuna en el món de l'espectacle. L'èxit va fer que s'edifiqués un edifici d'obra que va obrir el 28 d'octubre del 1903. S'hi representaven pantomimes, melodrames i concerts de cançó i música popular. Des de 1904, també s'hi feien projeccions cinematogràfiques i s'hi va presentar Raquel Meller, que va esdevenir-ne l'estrella.
El 1914, Mary Focela hi estrenà la cançó El relicario de José Padilla, amb lletra d'Armando Oliveros i Josep Maria Castellví, composta per a la presentació de l'artista a la ciutat. També hi actuà sovint la Bella Dorita, com també Enric Borràs i Josep Santpere. S'hi va gravar el programa setmanal de televisió Ven al Paralelo, presentat per Sara Montiel.
El 31 de maig del 1915 va canviar el nom pel de Teatro Folies Bergère, i des del 18 de setembre del 1930 es va dedicar exclusivament al cinema amb el nom de Cine Arnau.
Cap al 1980, l'empresari Pepe Buira el va adquirir, retornant-lo als seus orígens de music-hall. Així, des del 21 de desembre del 1982 va tornar a funcionar com a teatre, amb obres de revista, comèdia musical i varietats. El 17 d'abril del 1994 va tancar temporalment per problemes econòmics i el 2004 va tancar definitivament. Tenia 707 seients.
El juliol del 2005, l'Ajuntament de Barcelona se'n plantejava l'enderrocament. El 7 d'abril del 2006, el Col·lectiu Espai Alliberat per a la Cultura va ocupar l'espai amb una acció que duraria només uns dies. Paral·lelament a aquests fets, es van presentar opcions de compra per transformar-lo en geriàtric. Cap a finals d'aquest mes, el comprà l'Església Cristiana Xinesa per fer-hi un lloc de culte, però no n'obtingué l'autorització. Finalment, després d'anys de total abandó, el febrer del 2011 fou adquirit per l'Ajuntament de Barcelona per a fer-hi un equipament públic per al barri. El 2015 es va anunciar que se n'estudiaria la reforma per tal de situar-hi el Museu de les Arts Escèniques, recollint la tradició històrica en l'eix de l'avinguda Paral·lel, incorporant els arxius i peces històriques de l'Institut del Teatre. Posteriorment, aquesta proposta va quedar descartada i se'n va plantejar l'enderrocament. El febrer del 2017, la darrera proposta era convertir l'espai en un museu del Paral·lel i espai comunitari.
El setembre del 2018 s'hi estaven fent els estudis arqueològicsl per a poder-ne fer la rehabilitació, ja que el teatre seguia en un estat ruïnós. Tot i que l'Ajuntament ja no volia posar-hi data, diversos col·lectius del barri van assumir la gestió comunitària de l'espai i van organitzar quines activitats s'hi farien: d'arts escèniques, cultura comunitària i memòries. Va ser en aquell moment que el teatre va «reobrir» amb una sèrie d'espectacles que es van desenvolupar en diversos indrets dels barris del Raval, el Poble-sec i Sant Antoni, mentre duréssin les obres. El primer va ser Carrer Hospital amb Sant Jeroni, peça teatral de Jordi Prat i Coll. L'octubre del 2019, la temporada Arnau Itinerant 2019 continuava el trajecte iniciat l'any anterior, decidint el projectes de manera assembleària en el si de la comunitat del centre.

## Edifici

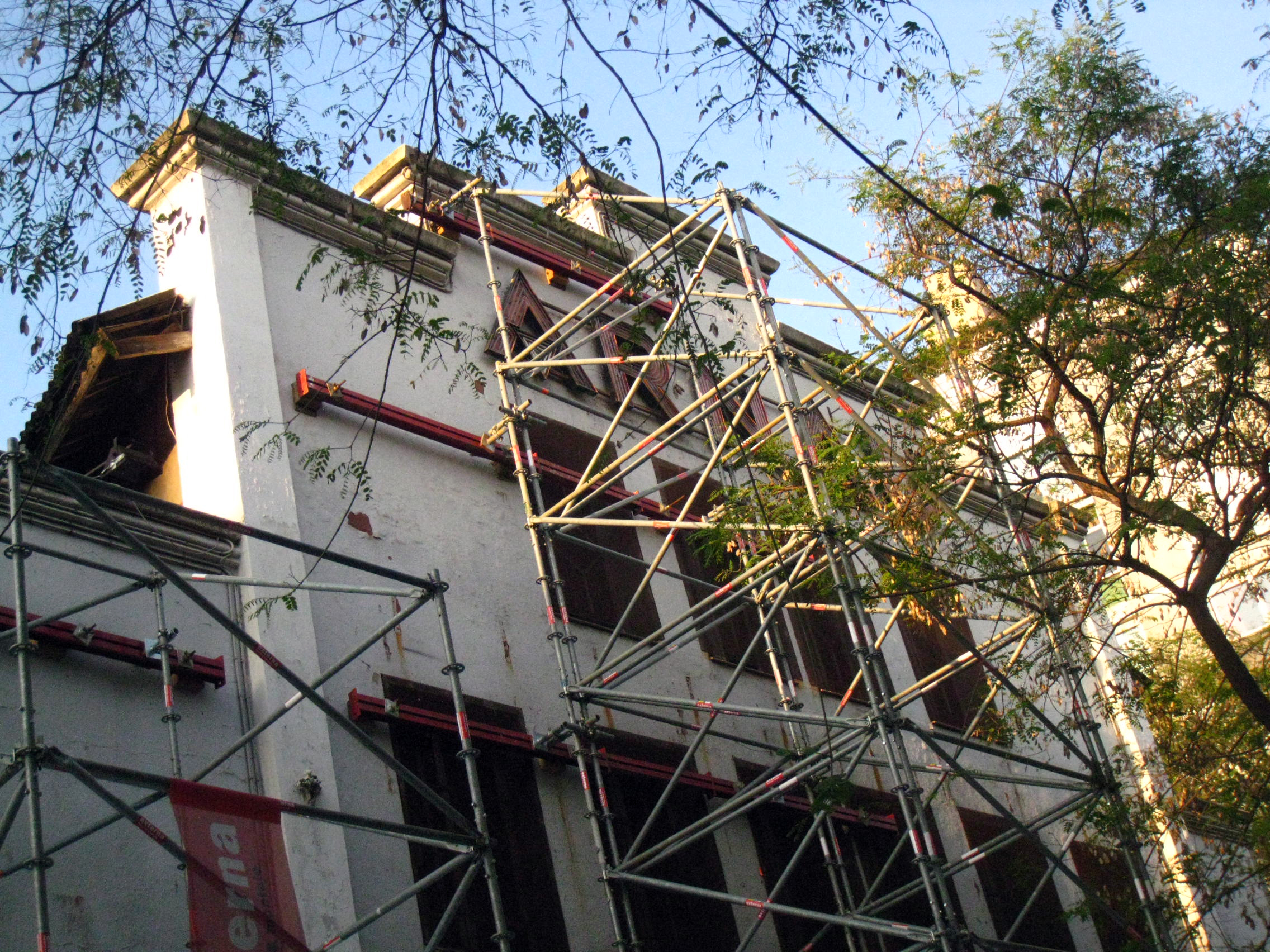
El Teatre Arnau en obres (2013)

Es tracta d'un edifici aïllat, de planta rectangular, compost per una nau central i dues laterals, més baixes. La façana oculta la sala teatral i la coberta a dues aigües, a diferents nivells, de la construcció. A la banda esquerra d'aquest cos s'ha desenvolupat un de lateral ocupat, en origen, pel bar i altres serveis del mateix teatre.
La façana principal és plana; la composició incorpora dues fileres de d'obertures rectangulars en nombre decreixent en alçada, sis a sota i quatre damunt. El més destacable és el coronament esglaonat, sota del qual es genera un espai, a mode de frontó, on hi ha sostinguda la cartellera. A la planta baixa, fent cantonada amb el carrer Nou de la Rambla, hi un establiment d'hostaleria, i altres comerços a la planta baixa d'aquest mateix carrer. En la façana d'aquesta nau lateral hi ha, a l'altura del primer pis algunes petites finestres de llinda plana. A la façana lateral del carrer de les Tàpies, el cos afegit presenta quatre finestrals a la planta baixa tancats per persianes i, sobre d'aquests, finestrals de les mateixes dimensions al primer pis.
A la coberta es pot observar l'embigat de fusta i part de l'estructura d'aquest material que suporta la teulada, de material prefabricat.
A l'interior es pot observar que es tracta d'un teatre dissenyat a la manera italiana. En primer lloc trobem un petit vestíbul distribuïdor. Des d'aquest podem accedir, a mà dreta, a l'escala que dona als pisos superiors i, a l'esquerra, a l'espai que ocupava l'antic bar del teatre. Travessant el vestíbul entrem a la platea, ara sense butaques, amb l'escenari davant. El teatre compta amb dos pisos de llotges, essent les del primer pis fruit d'una ampliació. El sostre presenta un sistema d'encavallada de bigues metàl·liques, que suporta el sostre de fusta. Sota d'aquesta encavallada hi havia hagut un sostre d'encanyissat i guix, decorat amb plafons de paper pintat amb decoracions vegetals que encerclaven instruments musicals. Aquest fals sostre va haver de ser enderrocat per motius de seguretat, però encara es conserven alguns d'aquests plafons, desmuntats, a la zona de l'antic bar.
L'escenari, precedit per un arc de prosceni ornat amb motllures de motius florals daurats, encara conserva el teló de boca. A un dels laterals de l'escenari hi havia un petit camerino i un lavabo, ara enderrocats. Al costat oposat una escala lateral que dona accés a la galeria de l'escenari. La torre de tramoia conserva la pinta, l'entramat de bigues de fusta que suportaven el pes de tots els elements escenogràfics.